# Art Paul
Arthur (Art) Paul (Chicago, 18 de janeiro de 1925 – 28 de abril de 2018) foi um designer gráfico estadunidense famoso por ser o criador do logotipo da revista Playboy, o conhecido coelho de gravata.
Além de diretor de arte e designer gráfico (em particular do logotipo do coelho de Playboy), Art Paul era um ilustrador, artista, curador, escritor e compositor. Houve um aumento de interesse recente sobre o passado e o presente de Art, com conversas, livros, exposições e um documentário feito sobre ele. Aos 91 anos, ele publicou seus desenhos e escritos em forma de livro.

## Biografia
Paul estudou no Instituto de Arte de Chicago (1940-1943) e no IIT Institute of Design (1946-1950). Trabalhou como designer frelance até que, em 1953, o fundador da Revista Playboy (editor Hugh Hefner) o contatou porque precisava de um logo para sua nova revista. Levou menos de uma hora para que Paul conseguisse desenvolver o famoso coelho com gravata. Projetou a primeira edição da revista e foi empregado por Hefner como primeiro diretor de arte da Playboy em 1954, posição que manteve por 30 anos.
Em 1986 foi eleito para o Hall da Fama do Clube dos Diretores de Arte de Nova Iorque.
Morreu em 28 de abril de 2018, aos 93 anos.